# Astelia trinervia
Astelia trinervia là một loài thực vật có hoa trong họ Asteliaceae. Loài này được Kirk mô tả khoa học đầu tiên năm 1868.